# Hypoestes serpens
Hypoestes serpens là một loài thực vật có hoa trong họ Ô rô. Loài này được (Vahl) R. Br. mô tả khoa học đầu tiên năm 1810.